# Табоада Теран, Нестор
Нестор Табоада Теран (исп. Nestor Taboada Teran; 8 сентября 1929 — 8 июня 2015) — боливийский писатель
, эссеист, историк, журналист и профессор университета.

## Биография
Родился в Ла-Пасе. Изучал графику в Рио-де-Жанейро и журналистику в Кито. В юности работал линотипистом, прежде чем стал журналистом. В молодости он также вступил в Партию революционных левых, а затем с рядом других интеллектуалов из ее рядов в 1950 году сформировал Коммунистическую партию Боливии, которую позже покинул.
Плодовитый автор, за свою долгую жизнь он написал около 128 книг, среди них романы «El signo escalonado» (1975) и «Manchay Puytu» (1977), считающиеся одними из лучших произведений боливийской литературы. Он также получил Национальную премию в области романа за свою работу «La Virgen de los Deseos» (2008). Во время диктатуры Уго Бансера в 1972 году его книги сжигали на площади в Кочабамбе, а самого писателя арестовали и после нескольких месяцев заключения выслали в Аргентину.
Занимаясь культурной журналистикой, он основал и руководил университетскими журналами Cultura Boliviana в Оруро (1964—1968) и Letras Bolivianas в Кочабамбе (1969—1980), а также приложением Pueblo y Cultura (1985—1989) к газете Opinión de Cochabamba.
Его работа вдохновила специалиста по латиноамериканской литературе Кейта Ричардса на книгу «Lo imaginario mestizo: aislamiento y dislocación de la visión de Bolivia de Néstor Taboada Terán» (1999), первоначально представленную в 1994 году как докторскую диссертацию («Воображаемый метис») в Королевском колледже Лондонского университета .
В 1993 году в Музее современного искусства в Нью-Йорке состоялась премьера мюзикла «Манчай Пуйту, Звук страха», а в 1995 году боливийский композитор Альберто Вильяльпандо представил премьеру лирической оперы «Манчай Пуйту», основанной на романе Табоады Терана.
Помимо многих наград, как национальных, так и международных, он был членом Боливийской академии языка.